# Anton Höfer (Musiker)
Anton Höfer (* 1. November 1764 in Ettelried bei Dinkelscherben; † 29. September 1837 in Thannhausen) war ein deutscher Lehrer, Kirchenmusiker, Organist und Komponist.

## Leben

### Familie
Anton Höfer wurde als fünftes von sechs Kindern des Lehrers Johannes Höfer und dessen Ehefrau Elisabeth, die Tochter des Malers Johann Michael Bielmaier aus Ziemetshausen, geboren.
Er war ab dem 10. September 1793 mit Elisabeth (* 15. August 1765; † 23. August 1836 in Thannhausen), Tochter des Lehrers Johann Ulrich Wagner aus Thannhausen, verheiratet. Gemeinsam hatten sie elf Kinder, von denen drei das Kindesalter überlebten. Zu letzteren gehörte unter anderem Albert Höfer, katholischer Pfarrer und Komponist von Kirchenliedern.

### Werdegang
Anton Höfer kam als Kirchendiener 1778 im Alter von 14 Jahren nach Zusmarshausen. Nach sechs Wochen wurde er Schulgehilfe in Bobingen, und kurz darauf kam er nach Augsburg. Dort erhielt er die Ausbildung durch Joseph Anton Hörmann (1757–1807), den späteren Stadtpfarrer von Dillingen an der Donau. 
Als Schulgehilfe kam er 1782 zurück nach Bobingen und wurde zweiter Lehrer. Zugleich hatte er das Ziel, ein Theologiestudium zu beginnen. Mit Hilfe eines Vetters, der ihm Kosttage und Unterstützer verschaffte, begann er 1783 mit einem Theologiestudium an der St. Martinschule in Augsburg. Um sein Studium zu finanzieren, half er beim kränklichen Stadtmusikus aus und spielte für diesen unter anderem auf Hochzeiten und erhielt pro Abend drei Gulden, die er dem Stadtmusikus brachte, worauf dieser ihm einen Anteil hiervon auszahlte. Nachdem ein Mitschüler aus Neid den Schulrektor von dem Verstoß gegen die Statuten der Schule unterrichtet hatte, erhielt Anton Höfer, wie ein kleines Kind, eine öffentliche Rutenstrafe, worauf er das Theologiestudium abbrach. 
Mit Unterstützung seiner Gönner konnte er in Augsburg bleiben und wurde 1787 Kammerdiener und Schreiber beim Propst Martin vom Stift St. Georg (siehe Kloster St. Georg). Nach dessen Tod konnte er beim Nachfolger Propst Joseph Maria seine Stellung behalten. Im Winter war er in Augsburg tätig und im Sommer verwaltete er das Klostergut Englishof bei Oberschönenfeld. 
Weil er inzwischen wieder als Lehrer tätig werden wollte, riet ihm ein befreundeter Kammerdiener, sich um die Schulstelle in Thannhausen zu bewerben. Weil Anton Höfer hierauf nicht reagierte, nahm der genannte Kammerdiener mit der Lehrerstochter Kontakt auf und vereinbarte eine Begegnung zwischen den beiden. Zu der damaligen Zeit wurden in Thannhausen jährlich Schauspiele, Opern und Operetten aufgeführt, die vom Oberamtmann Franz Oberst († 1812) und Pfarrer Johann Thomas Mayrhofer († 1817) initiiert wurden. Höfer erhielt nun eine Einladung, bei einer Opernaufführung am 7. August 1792 auf der Geige mitzuspielen. Nach einem Zusammentreffen mit der Lehrerstochter Elisabeth Wagner und den Honoratioren von Thannhausen erhielten diese einen solch guten Eindruck, dass sie eine Bewerbung für die Lehrerstelle förderten und er am 24. Juni 1793 das Anstellungspatent erhielt.
Als Messner in der Kirche führte er Buch über die jeweiligen kirchlichen Handlungen und schuf somit ein Handbuch für liturgische Handlungen. Die Thannhauser Predigtlieder wurden von ihm komponiert und er schuf Orgelsätze für einfache Melodien. Einer seiner Schüler war der spätere Professor am Lyzeum Dillingen (siehe Universität Dillingen), Lorenz Stempfle (1798–1844), der ihm eine Biografie widmete.

### Musikalisches Wirken
Anton Höfers musikalische Fähigkeiten, im Singen sowie im Geigen- und im Orgelspiel, waren bereits in seiner Kindheit erkennbar und sie waren für seinen Beruf als Lehrer wichtig, weil dieser zu der damaligen Zeit zwei weitere Aufgaben hatte; er war zugleich auch Messner und Kantor in der jeweiligen Pfarrkirche. (Erst nach der Ausarbeitung eines allgemeinen Lehrplans für Volksschulen in Bayern 1804 und der Einführung der Schulpflicht 1808 verbesserten sich die Bedingungen für die Lehrer.) Seinen ersten musikalischen Unterricht hatte er bei dem Kantor von Ziemetshausen und später beim Schullehrer in Dinkelscherben erhalten. 
Er vertonte einige der von Christoph von Schmid, der seit 1796 Rektor der Schule in Thannhausen war, verfassten Kirchenlieder. Unter anderem ist Höfer vermutlich der Komponist einer ersten Melodie zu Ihr Kinderlein, kommet, die bis heute in Waldstetten (Günz) gesungen wird, aber nicht mit der verbreiteten Vertonung von Johann Abraham Peter Schulz übereinstimmt.

## Ehrungen
In Thannhausen wurde 1993 die Anton Höfer Grundschule nach ihm benannt.